# Антон Ткач
Антон Ткач (словац. Anton Tkáč; 30 березня 1951, Лозорне, Чехословацька Республіка — 22 грудня 2022) — словацький велосипедист, тренер і спортивний функціонер. Чемпіон світу з велосипедного спорту, чемпіон Олімпійських ігор в Монреалі 1976 року. Президент Словацької спілки велосипедистів (SCZ).

## Спортивна кар'єра
. Цей спортсмен є найвідомішим словацьким велогонщиком. Він починав з трекових гонок серед аматорів на 1 км. В цій дисципліні отримав на Чемпіонаті світу в Лайкастері (Велика Британія) у 1970 році бронзову медаль. Але на Олімпіаді в Мюнхені 1972 р. на треку 1 км показав лише 13 час. Скоро переорієнтувався на спринт та у 1970—1980 роках у цій дисципліні брав участь у чемпіонатах світу. Тричі став найкращим велогонщиком. Золоту медаль виборов на Чемпіонаті світу в Монреалі (Квебек, Канада)у 1974 р. Двома роками пізніше — золото там само на Олімпіаді, де переміг десятиразового чемпіона світу з Франції Даніеля Морелона й став п'ятим словацьким олімпійським чемпіоном. 1978 року виграв золото на чемпіонаті світу в Мюнхені (Німеччина).
Олімпійський чемпіон Монреалю у 1976 та 1978 рр. проголошувався у колишній Чехословаччині спортсменом року. Коли оголошували найкращих словацьких велосипедистів 20 століття, йому віддали перший рядок. А другу сходинку він отримав в рейтингу найкращих спортсменів сторіччя у Словаччині. Є співавтором публікації «Золотий експрес» 1978 року.

## Після закінчення спортивної кар'єри
Після закінчення спортивної кар'єри навчається на факультеті фізичного виховання та спорту, спеціальність «велосипедний спорт» у Братиславі (1978—1983).
В 1981—1992 роках був тренером національної збірної. З 1993 року виконував обов'язки радника міністра оборони з питань спорту. Зараз Антон Ткач — голова Словацької асоціації олімпійців, а з 2001 року — президент Словацької спілки велосипедистів. Також є членом виконкому Олімпійського комітету Словаччини.